# DSNG

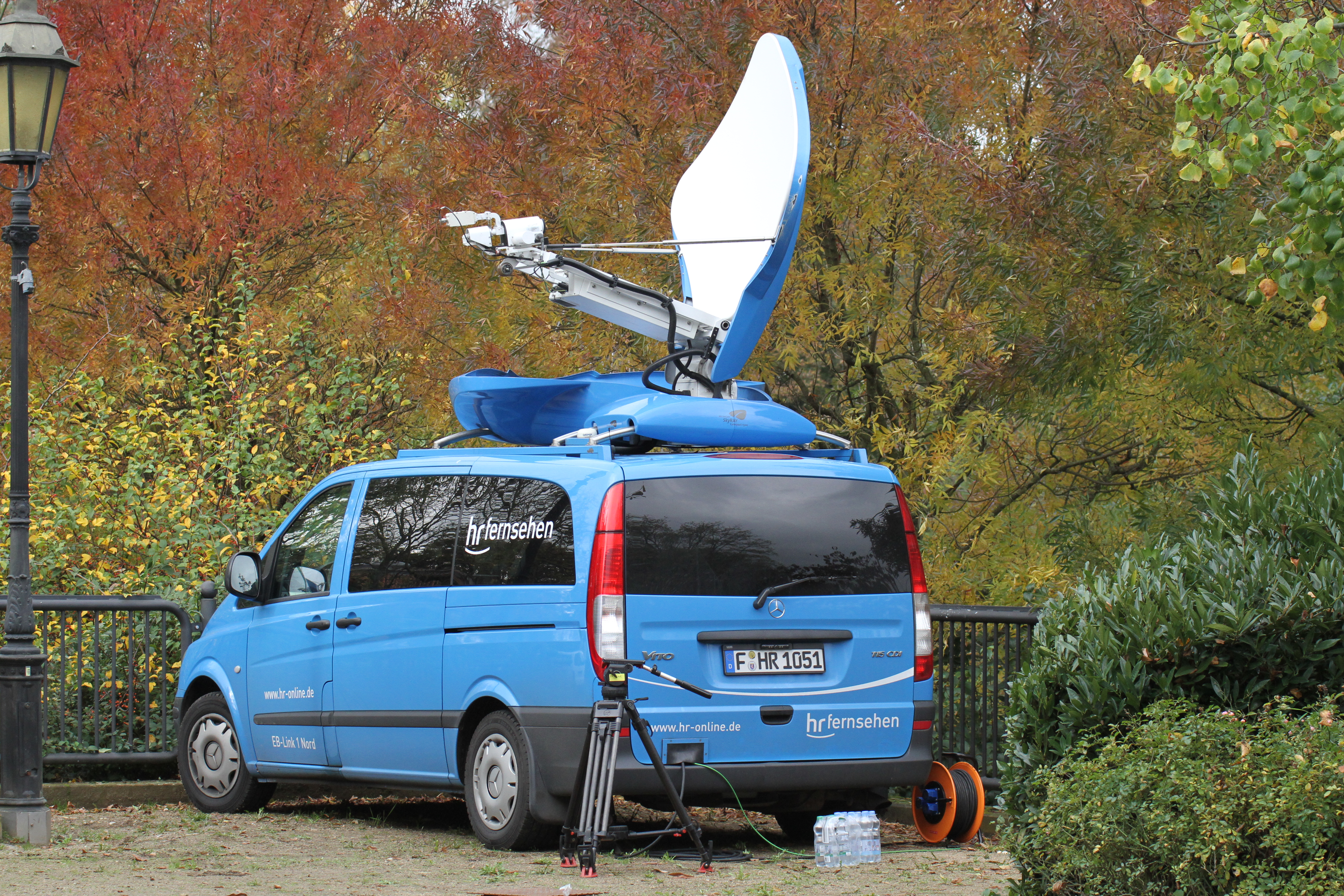
Vehículo móvil con una antena de tecnología DSNG incorporada.

El DSNG, siglas de Digital Satellite News Gathering (en español, captación digital por satélite de noticias.) es una variación de los sistemas ENG, captación electrónica de noticias, que permiten la conexión satelital con el centro de emisión o producción de programas de televisión. 
El equipamiento habitual para el trabajo de ENG se complementa con un  sistema integrado a un vehículo móvil  que recibe una señal de vídeo y audio de una unidad móvil o de una cámara para enviarla a un satélite.
El vehículo móvil con la tecnología DSNG integrada tiene que ser colocado en un sitio que tenga conexión directa con un determinado satélite o repetidor y suficientemente cerca de la unidad móvil o de la cámara de origen para poder conectar el audio y el vídeo. Se puede alimentar con una toma de corriente o con un grupo electrógeno que suele llevar incorporado.
También se puede utilizar la DSNG como una unidad móvil sencilla con varias cámaras para conexiones en directo, especialmente para programas informativos o para programas de entrevistas o debates (fáciles de realizar).
Las noticias de televisión han cambiado mucho en las últimas décadas, y eso se debe en gran parte al descubrimiento de la tecnología DSNG. Actualmente, se puede acceder a eventos y reportes de todo el mundo, como guerras y desastres naturales, que se desarrollan en tiempo real gracias a esta recopilación. Esto permite a los reporteros de noticias transmitir desde ubicaciones remotas, fuera de un estudio de televisión. Así mismo se han desarrollado sistemas de conexión mediante enlaces soportados por tecnologías de datos basadas en la telefonía móvil que permiten una operación más sencilla y económica.

## Historia
El descubrimiento de la ENG (Captación electrónica de noticias) comenzó con la transición de pasar de usar película a usar vídeo en la década de 1970. Pero desde entonces, la industria de noticias de televisión ha abandonado las señales de transmisión de vídeo y las analógicas terrestres, para pasar a los formatos digitales y la tecnología de satélite.
Antes de que la tecnología digital estuviera completamente desarrollada, las transmisiones por satélite se enviaban a través de señales analógicas, que son esencialmente señales de onda. Usando estas conexiones de satélite analógicas, las cadenas de noticias podían informar desde ubicaciones remotas, hecho que fue muy importante especialmente durante el conflicto de las Islas Falkland en 1982 y hasta la Guerra del Golfo en 1990 y 1991.
Sin embargo, la compresión de vídeo iba mejorando. Finalmente, en la década de 1990, las señales de satélite digitales se posicionaron por delante de las analógicas. Las señales digitales no son ondas (como las analógicas), sino un sistema binario: se trata de señales de "encendido" o "apagado", que también pueden enviarse por transmisión de microondas. Con el tiempo, el uso de las analógicas se redujo del todo a medida que los equipos de noticias de la televisión empezaron a utilizar las digitales para los enlaces terrestres de microondas y satélites.
Debido a que los EE. UU. se concentran más en las noticias locales, Europa fue la primera en hacer la transición a DSNG. De hecho, en los EE. UU. todavía hay estaciones locales que no la utilizan.

## Instalación
Para equipar una de estas unidades es necesario contar con un equipo técnico experto en ingeniería audiovisual. Existen algunas empresas destinadas a instalar este tipo de material.

## Funcionamiento
El proceso desde la captación de las imágenes hasta que se envían por satélite es sencillo.
Primero, se capta el vídeo y es tratado por el equipo de producción y contenidos. Para que su transmisión sea más sencilla, el video se tiene que comprimir, así que pasa a un codificador que comprime el material audiovisual en un formato óptimo para su transmisión vía satélite (en imagen, los estándares MPEG-2 y H.264; en sonido, DTS o Dolby). Su compresión implica sacar información para facilitar la transferencia, y luego volver a agregarla en el otro extremo. Además, el video comprimido no requiere tanta potencia como las señales analógicas, lo que también lo hace más barato.
Una vez la señal está preparada para ser enviada, la antena ubicada en la parte superior del vehículo se alinea con el satélite para conseguir la mejor calidad posible de envío. Esta antena es móvil y, durante los traslados, suele estar protegida dentro de un compartimento a tal efecto. Como ocurre con las conexiones ADSL y telefónicas, la conexión por satélite puede transportar imágenes pero también archivos de datos.

## Factores para regular

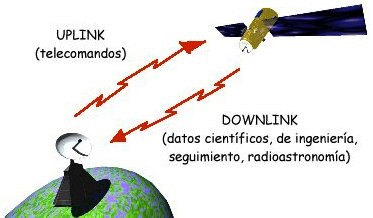
Esquema de los enlaces de telecomunicación.

Hay algunos elementos que tienen que considerarse para incluirlos en el vehículo DSNG, así como también hay que decidir con cuánta frecuencia se incluirán. Los más importantes son los siguientes:
- Potencia de enlace.
- Tipo de modulación.
- Pérdidas atmosféricas en el Enlace de telecomunicación (tanto en el de subida como en el de bajada).
- Ganancia de satélite.
- Ganancia de enlace de bajada.
- Ruido e interferencia.

## Ventajas
El sistema DSNG aporta ventajas tanto a las cadenas de televisión como a los espectadores.
La funcionalidad DSNG puede ser aprovechada por las productoras audiovisuales para enviar información adicional o, incluso, abrir un canal de comunicación con el cliente. Además, aunque pueda parecer un proceso que necesita mucho tiempo para ejecutarse, los profesionales del audiovisual consiguen que pueda realizarse a tiempo real.
De cara al cliente, los años de experiencia en la cobertura informativa y de eventos audiovisuales capacitan al equipo humano para saber cómo conseguir que el usuario no se pierda los ángulos más interesantes en cada momento.
En definitiva, una unidad móvil DSNG garantiza la máxima calidad y eficacia en cualquier retransmisión debido a su sistema de conexión por satélite. Elegir una unidad móvil DSNG es apostar por la fiabilidad: una opción que proporciona una alta movilidad y costes ajustados.